# Marek Rocki

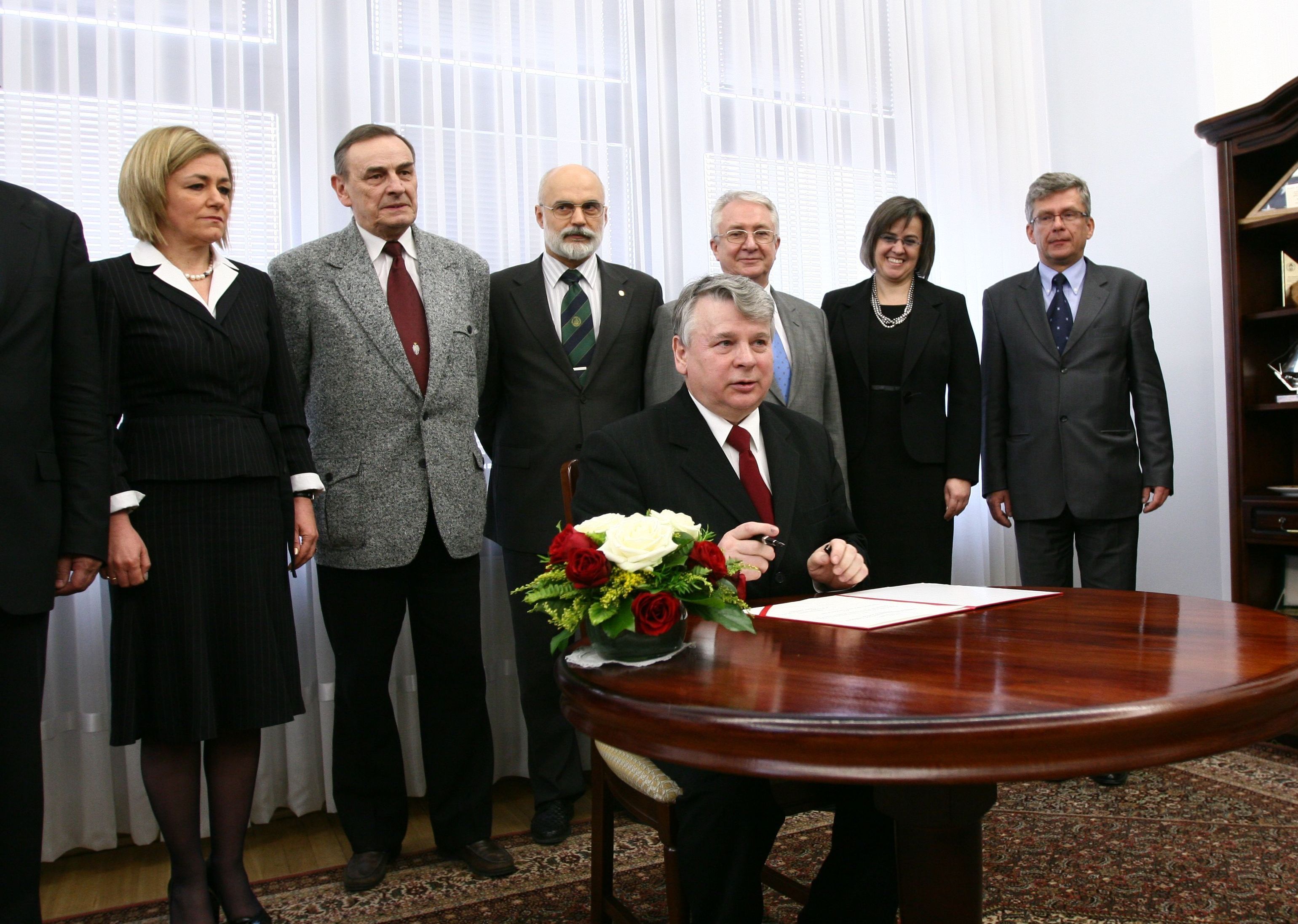
Podczas uroczystości podpisania przez marszałka Senatu Bogdana Borusewicza ustawy upoważniającej prezydenta do ratyfikacji traktatu lizbońskiego (2008)

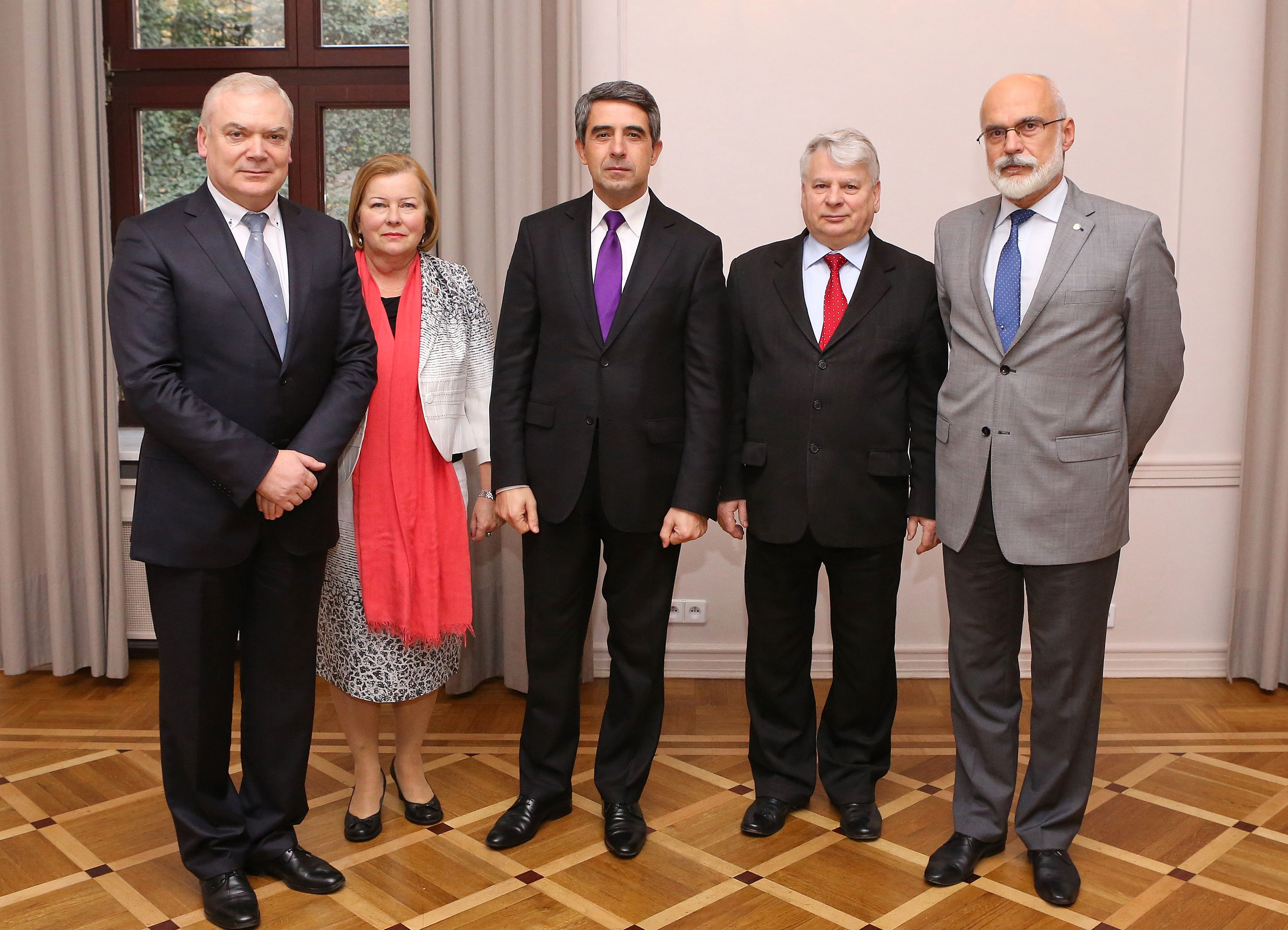
Z prezydentem Bułgarii Rosenem Plewneliewem w Senacie (2014)

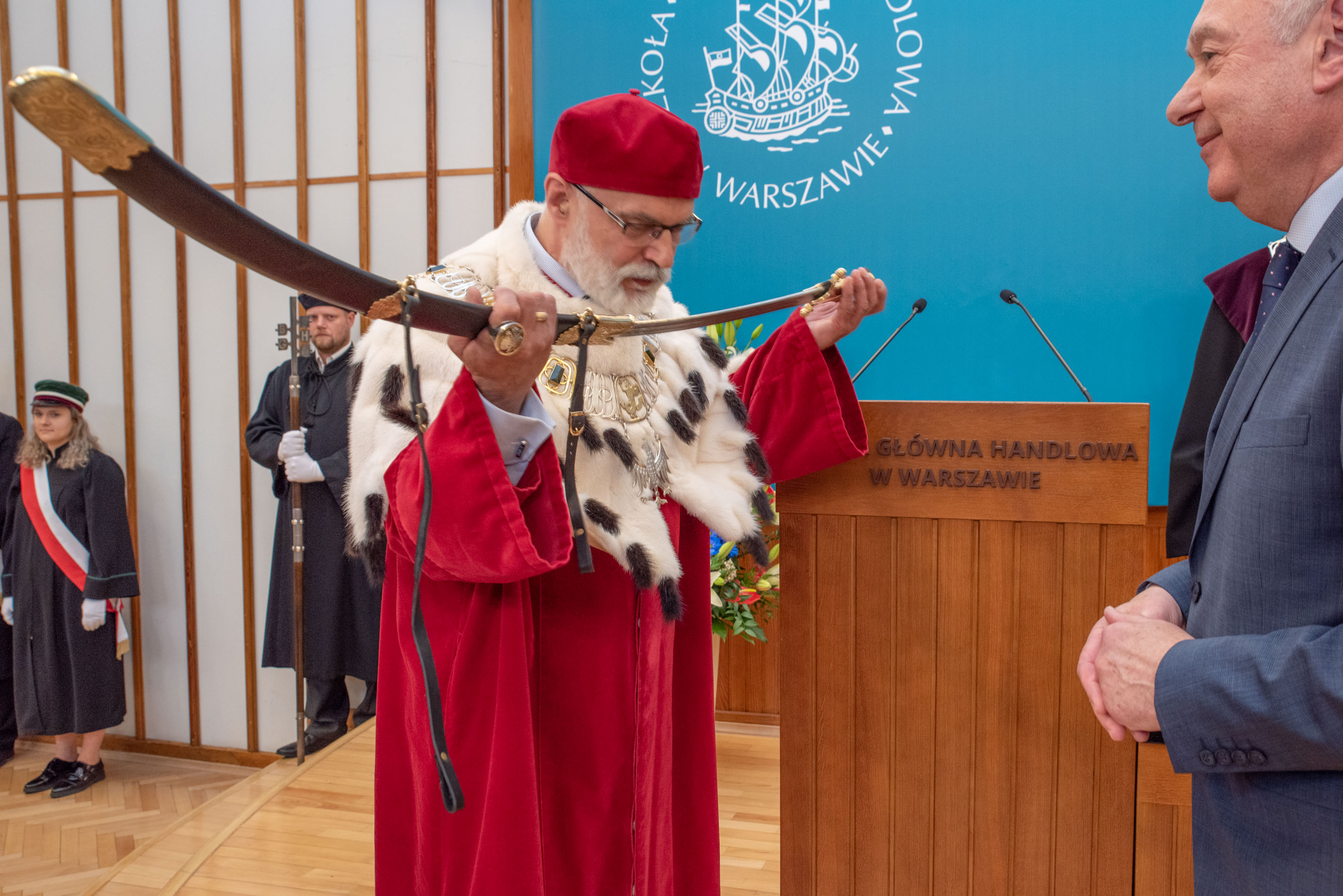
Marek Rocki odbierający Szablę Kilińskiego (2019)

Marek Dariusz Rocki (ur. 14 maja 1953 w Warszawie) – polski ekonometryk, profesor nauk społecznych, profesor Szkoły Głównej Handlowej w Warszawie, rektor tej uczelni w kadencjach 1999–2002, 2002–2005 oraz 2016–2020, senator VI, VII, VIII i IX kadencji, przewodniczący Polskiej Komisji Akredytacyjnej III i IV kadencji, prezes Akademickiego Związku Sportowego w latach 2003–2016.

## Życiorys
Absolwent I Liceum Ogólnokształcącego w Warszawie (1972), a następnie Szkoły Głównej Planowania i Statystyki (Wydziału Finansów i Statystyki). Na tej samej uczelni uzyskiwał następnie kolejne stopnie w zakresie nauk ekonomicznych – w 1981 doktora, a w 1988 doktora habilitowanego. W 2020 otrzymał tytuł profesora nauk społecznych. W pracy naukowej specjalizuje się w zagadnieniach z zakresu ekonometrii, zarządzania szkołami wyższymi oraz jakości kształcenia.
Od 1981 pracownik naukowy uczelni SGPiS (później pod nazwą Szkoła Główna Handlowa), doszedł do stanowiska profesora SGH. W latach 1990–1996 przez dwie kadencje był prorektorem SGH, w okresie 1996–1999 pełnił funkcję dziekana Studium Dyplomowego SGH. Od 1999 do 2005 przez dwie kadencje zajmował stanowisko rektora tej uczelni. W 2005 i 2008 był wybierany na dziekana Kolegium Analiz Ekonomicznych SGH. W 2016 ponownie wybrany na rektora Szkoły Głównej Handlowej na czteroletnią kadencję.
W latach 80. i 90. pracował w Filii Uniwersytetu Warszawskiego w Białymstoku, a także w warszawskim Collegium Civitas. Od 2005 członek Polskiej Komisji Akredytacyjnej (do 2011 działającej jako Państwowa Komisja Akredytacyjna), w latach 2008–2015 jej przewodniczący (w okresie III i IV kadencji), następnie (do końca sierpnia 2016) przewodniczący zespołu odwoławczego w PKA. Do 2016 pełnił również funkcję prezesa zarządu Fundacji Promocji i Akredytacji Kierunków Ekonomicznych EPOQS.
W latach 1977–1989 był członkiem Polskiej Zjednoczonej Partii Robotniczej. W latach 1977–1978 był głównym specjalistą w Zjednoczeniu Przemysłu Piwowarskiego. Pracował także w Komisji Planowania przy Radzie Ministrów oraz Centralnym Urzędzie Planowania (1989–1996) jako specjalista w dziedzinie badań makroekonomicznych analiz zmian strukturalnych i badań nad bezrobociem. Zasiadał w radzie nadzorczej BIG Banku Gdańskiego. Od lipca 2005 do kwietnia 2006 przewodniczył Radzie Służby Cywilnej.
Współautor rankingów liceów i szkół wyższych publikowanych przez „Rzeczpospolitą” i miesięcznik edukacyjny „Perspektywy”. Przez wiele lat był zawodnikiem CWKS Legia Warszawa i AZS SGPiS w pływaniu i piłce wodnej. W 2003 w wyniku wyborów objął funkcję prezesa zarządu głównego Akademickiego Związku Sportowego, którą pełnił do 2016. W latach 2005–2013 był członkiem zarządu Polskiego Komitetu Olimpijskiego. Należał także do Stowarzyszenia KoLiber.
W 2005 z ramienia Platformy Obywatelskiej został wybrany senatorem VI kadencji w okręgu warszawskim. W wyborach parlamentarnych w 2007 po raz drugi uzyskał mandat senatorski, otrzymując 439 128 głosów. Od listopada 2007 do lipca 2008 był członkiem Rady Służby Publicznej. W pierwszych przeprowadzanych w okręgach jednomandatowych wyborach do Senatu w 2011 po raz trzeci został senatorem, otrzymując 122 648 głosów. W VII i VIII kadencji Senatu był przewodniczącym Grupy Senatorów PO w ramach klubu parlamentarnego tej partii i wiceprzewodniczącym senackiej Komisji Spraw Zagranicznych. W 2015 ponownie wybrano go do Senatu (dostał 108 638 głosów). W IX kadencji Senatu wybrany na przewodniczącego Komisji Spraw Zagranicznych i Unii Europejskiej. W 2019 nie ubiegał się o reelekcję.

## Życie prywatne
Żonaty (z Elżbietą, magistrem inżynierem technologii żywności), ma córkę Katarzynę.

## Odznaczenia i wyróżnienia
Odznaczony Krzyżem Kawalerskim (2003) i Komandorskim (2020) Orderu Odrodzenia Polski, brazylijskim Krzyżem Komandorskim Orderu Krzyża Południa (2002) oraz japońskim Orderem Wschodzącego Słońca III klasy (2022).
Uhonorowany odznaką „Zasłużony dla Miasta Stołecznego Warszawy” (2001), odznaką honorową „Za zasługi dla statystyki RP” (2003), odznaką „Za Zasługi dla ZKRPiBWP” (2003), medalem „Pro Memoria” (2005) i brązowym medalem „Za Zasługi dla Obronności Kraju” (2006). W 2019 wyróżniony Szablą Kilińskiego, a w 2022 odznaczony medalem 100-lecia służby cywilnej.